# Zasip
Zasip (izgovarjava [ˈzaːsip], nemško Asp) je drugo največje naselje v Občini Bled z okoli 1000 prebivalci. Naselje leži na Gorenjskem in je statistično del Gorenjske statistične regije. Vaško jedro leži ob južnem vznožju Homa, približno 2 km proč od centra Bleda in Blejskega jezera. Vaško jedro je pod spomeniškim varstvom. Naselje na severu meji na Hom in Blejsko Dobravo, na severozahodu na Spodnje Gorje, na zahodu na Podhom, na jugu na Bled in na vzhodu na reko Savo in naselje Breg.

## Poimenovanje
Zasip je v pisnih virih prvič omenjen v dokumentu iz let 1075–1090 kot Zazip. Leta 1296 se prvič pojavi nemška oblika imena Asp, ki se je nato obdržal z več različicami do leta 1498. Ime izhaja iz nekdanjega melišča, ki leži višje od naselja. V lokalnem narečju se ime izgovarja kot Zâsp.
V vasi je bilo najdeno arheološko najdišče z več grobišči in obdobji poselitve iz časa starejše železne dobe, antike in zgodnjega srednjega veka. Od srednjeveške poselitve se je ohranil sistem porazdelitve poljskih zemljišč. Na Homu severno od vasi je gradišče iz pozne bronaste in zgodnje železne dobe.
Ko je bil kraj prvič omenjen v urbarju leta 1075, je ta spadal v Kranjsko krajino. Leta 1296 je bila tu ustanovljena župnija.
V vasi danes stojijo tri cerkve. Župnijska cerkev je posvečena sv. Janezu Krstniku, ki je bila prvič omenjena v 13. stoletju. Prvotno je bila zgrajena v gotskem slogu, a je bila leta 1778 prezidana in barokizirana. Zraven cerkve je spomeniško zaščiteno pokopališče, na njem sta tudi grob slovenskega gledališkega igralca Jožeta Zupana in spomenik padlim v drugi svetovni vojni.
Na vrhu hriba Homa, ki stoji nad vasjo, je romarska cerkev sv. Katarine. Datirana je v 1400. leta, v 16. stoletju je bila dozidana, v 18. stoletju prenovljena. V zaselku Sebenje stoji gotska barokizirana kapela Svete Trojice.
Leta 1931 je bila v bližini vasi v dolini Save s financiranjem s strani Kranjske industrijske družbe zgrajena Hidroelektrarna Zasip z dvema Francisovima turbinama z močjo 2550 kW in dvema generatorjema (napetost 3050 kVA). Vodo prejema iz akumulacijskega zajetja HE Vintgar. Zraven je bil med drugo svetovno vojno zgrajen bunker.
Leta 1952 so se Zasipu priključile Sebenje.